# خنفساء متطاولة
خنفساء متطاولة (بالإنجليزية: Amblymora elongata) هي نوع من الخنافس من فصيلة الخنافس طويلة القرون عرَّفها برونينغ في عام 1943 وهي معروفة في جزر سولاوسي.